# Cuhnești, Glodeni
Cuhnești este satul de reședință al comunei cu același nume  din raionul Glodeni, Republica Moldova.

## Istorie
Satul a fost atesta documentar pentru prima dată în anul 1617:
„Din mila lui Dumnezeu, noi Io Radul Mihnea voievod, domn al Țării Moldovei. Iată că pe aceste adevărate slugi credincioase ale noastre, Lupul Bale fost mare sulger și pe frații și, Gligorie fost ceașnic și Gheorghie al doilea logofăt și sora lor Fădora, fiii lui Cristea Bale fost vornic și ai cneaghinei lui, Odochia Roxanda și nepoata lor de frate Todosca; fiica lui Mătiaș pitar și nepoții lor de soră, Costanda și Pavel, copiii Antimii, toți nepoți și strănepoți ai lui Ioanăș Căpotici și ai lui Ilea Musteață postelnic și ai lui Bulhac ceașnic și ai lui Moga aprod, i-am miluit, cu deosebita noastră milă, și le-am dat și le-am întărit dela noi în țara noastră, în Moldova, dreptele lor ocine și dedine pe care le-au avut din diresele lor mai sus scrise, ...
...

Și satul Ionășeni iarăși pe Jijia și cu mori la Jijia și cu hotarul pe ambele părți ale Jijiei, cât le este hotarul peste Jijia, dinspre ținutul Dorohoi și jumătate din satul Albești, partea de sus și cu mori la Jijia, ce este în ținutul Dorohoi și jumătate din satul Fedești pe Prut și cu bălți de pește și cu loc de iaz și de mori la Camenca și la Dubovăț și satul Cohănești și cu cătunul Giulești.

...

A scris Tăutul la Iași, în anul 7125 <1617> Aprilie 20 zile.”

## Demografie

### Structura etnică
Structura etnică a satului conform recensământului populației din 2004:
| Grup etnic         | Populație | % Procentaj |
| ------------------ | --------- | ----------- |
| Moldoveni / Români | 1.692     | 92,51%      |
| Ucraineni          | 117       | 6,4%        |
| Ruși               | 17        | 0,93%       |
| Țigani             | 1         | 0,05%       |
| Alții              | 2         | 0,11%       |
| Total              | 1.829     | 100%        |

## Personalități

### Născuți în Cuhnești
- Adriana Bețișor (n. 1986), juristă, fost procuror
- Valentina Naforniță (n. 1987), soprană de operă